# Strobilanthes divaricatus
Strobilanthes divaricatus är en akantusväxtart som beskrevs av Auct.. Strobilanthes divaricatus ingår i släktet Strobilanthes och familjen akantusväxter. Inga underarter finns listade i Catalogue of Life.